# ژان-لوک بنوزیگلیو
ژان-لوک بنوزیگلیو (به فرانسوی: Jean-Luc Benoziglio) نویسنده قرن بیستم میلادی اهل سوئیس است.